# Zamek w Dubnie
Twierdza Dubno − zamek bastionowy w Dubnie na Wołyniu (Ukraina); zbudowany na niskim cyplu wśród rozlewisk rzeki Ikwy.

## Historia
Pod koniec XIV wieku król Władysław II Jagiełło podarował Dubno Teodorowi Daniłowiczowi, który od swojej głównej rezydencji przyjął nazwisko Ostrogski vel Dubieński. Na początku XVI wieku Konstanty Ostrogski wybudował tu zamek, być może na miejscu wcześniejszego gródka. W 1577 roku w tym zamku przed Tatarami obronił się jego syn wojewoda kijowski Konstanty Wasyl Ostrogski. W rękach tego rodu Dubno pozostawało do śmierci jego przedstawiciela wojewody wołyńskiego Janusza Ostrogskiego. W 1617 roku na zamku przebywał królewicz Władysław IV Waza. Po śmierci Janusza Ostrogskiego w 1620 roku Dubno przeszło na własność jego zięcia Aleksandra Zasławskiego. Przypuszczalnie to z jego inicjatywy około roku 1630 zbudowano w Dubnie nowoczesną twierdzę bastionową wg założeń szkoły nowowłoskiej. Twierdza była kluczową dla Ordynacji Ostrogskiej i jedną z najsilniejszych na Wołyniu. Dzięki temu nie potrafili jej zdobyć Kozacy w 1648 roku i wojska moskiewskie w 1660 roku. W 1683 roku Teofila Zasławska wniosła w posagu zamek w Dubnie wraz z ordynacją marszałkowi Józefowi Lubomirskiemu. Późniejszymi właścicielami zamku był ród Sanguszków i ponownie Lubomirskich. W połowie XIX wieku jego ostatni właściciel Józef Maksymilian Lubomirski sprzedał zamek rosyjskiej armii. W czasie I wojny światowej zamek został uszkodzony. W latach 1933−1939 władze polskie wg projektu krakowskiego architekta Józefa Nowaka odrestaurowały bramę oraz budynek mieszkalny.
W 1941 roku w zamku znajdowało się więzienie NKWD. Tuż po ataku III Rzeszy na ZSRR w czerwcu 1941 Sowieci dokonali masakry więźniów. Odkrycie ciał zamordowanych wywołało pogrom Żydów obwinianych o wspieranie komunizmu.
Po 1945 roku władze ZSRR umieściły na zamku koszary wojsk pancernych. Od 1991 roku ponownie udostępniono go do zwiedzania.

## Architektura
Twierdza w Dubnie na planie trapezu została zbudowana przypuszczalnie około 1630 roku zgodnie z założeniami szkoły nowowłoskiej. Od strony miasta broniły jej dwa potężne bastiony z uszami, połączone kurtyną. Każdy bastion posiadał narożną, okrągłą kawalierę (wieżyczkę strzelniczą), którą nakryto kopułką. Bastiony i kurtyna w dolnych partiach murowane były z piaskowca, a w górnych z cegły. Wokół dziedzińca do obwodu obwarowań przylegały kazamaty dla załogi. W połowie kurtyny zachodniej znajduje się sklepiona kolebkowo brama z XVI wieku ozdobiona portalem z rustyką o tradycjach serliowskich, trójkątnym przyczółkiem i kartuszem z herbem Ostrogskich - Zasławskich (wariant Ostrogski II) z mitrą książęcą. Za bramą znajduje się sklepiony przejazd w piętrowym budynku z attyką. W budynku bramnym mieści się obecnie muzeum historyczne. Do bramy prowadził most zwodzony nad wypełnioną wodą fosą, którą wzmocniono od zewnętrznej strony kontrskarpą z kamienia. Z pozostałych stron twierdzę chroniły tylko mury obronne, ponieważ dodatkową ochroną były bagna i rozlewiska Ikwy.
Pomieszczenia mieszkalne znajdowały się w pałacu ustawionym niesymetrycznie wzdłuż kurtyny północnej. Budynek ten został przebudowany przez Lubomirskich w latach 80. XVIII wieku prawdopodobnie według projektu Henryka Ittara. Jest to dwupiętrowy budynek ze skarpami na planie prostokąta ze skromną dekoracją zewnętrzną. Dawniej w budynku znajdowały się dekoracje klasycystyczne prawdopodobnie projektu Dominika Merliniego. Do dzisiaj zachował się tylko fryz z tańczącymi nimfami w jadalni oraz herby w westybulu. Wzdłuż południowej kurtyny znajduje się niewielki pałacyk Karwackich z końca XVIII wieku.
W pobliżu twierdzy znajdował się park Pantalia, założony w 1792 roku, według projektu ogrodnika Dionizego Miklera.

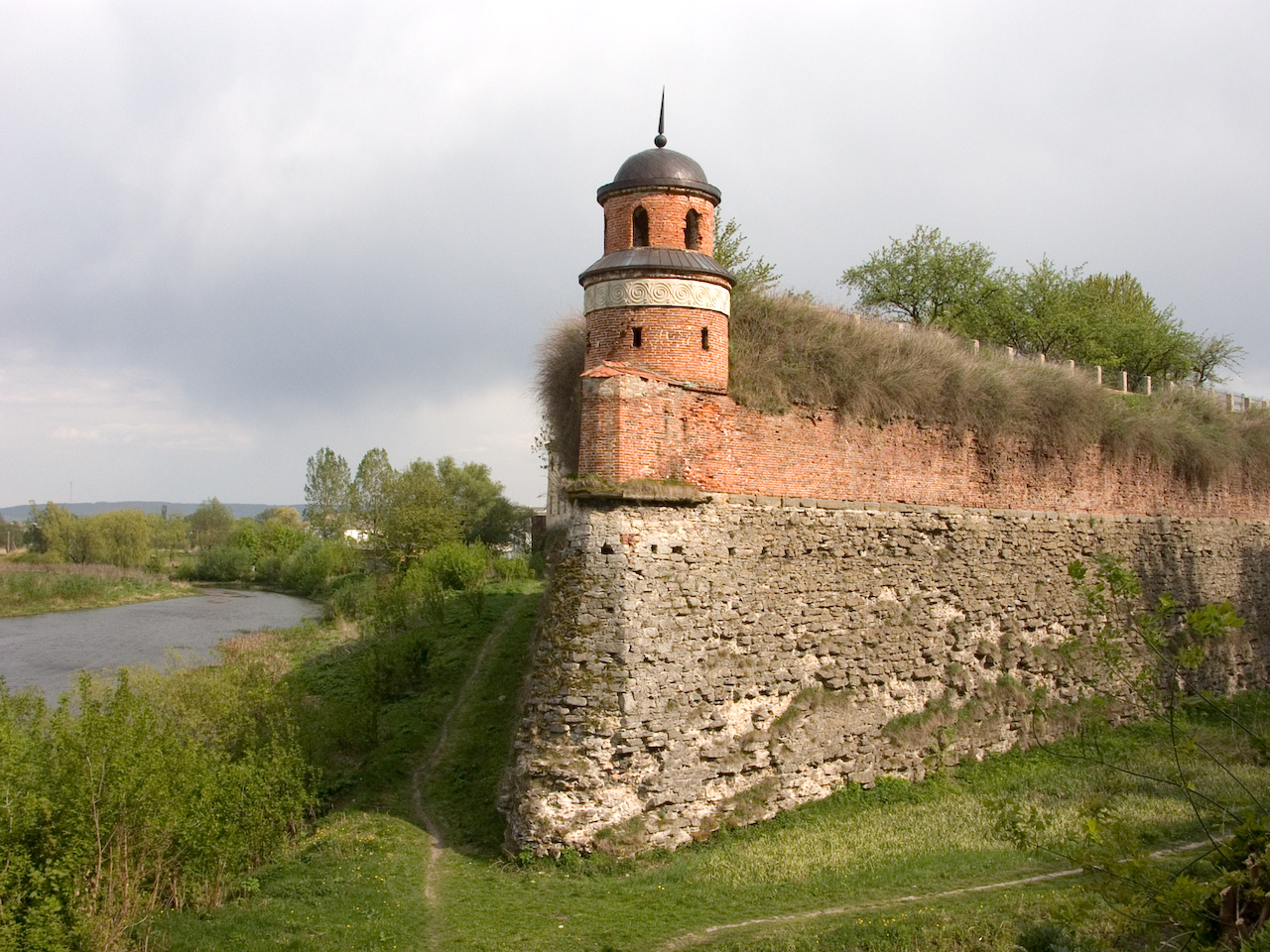
Bastion z XVII wieku i kawaliera
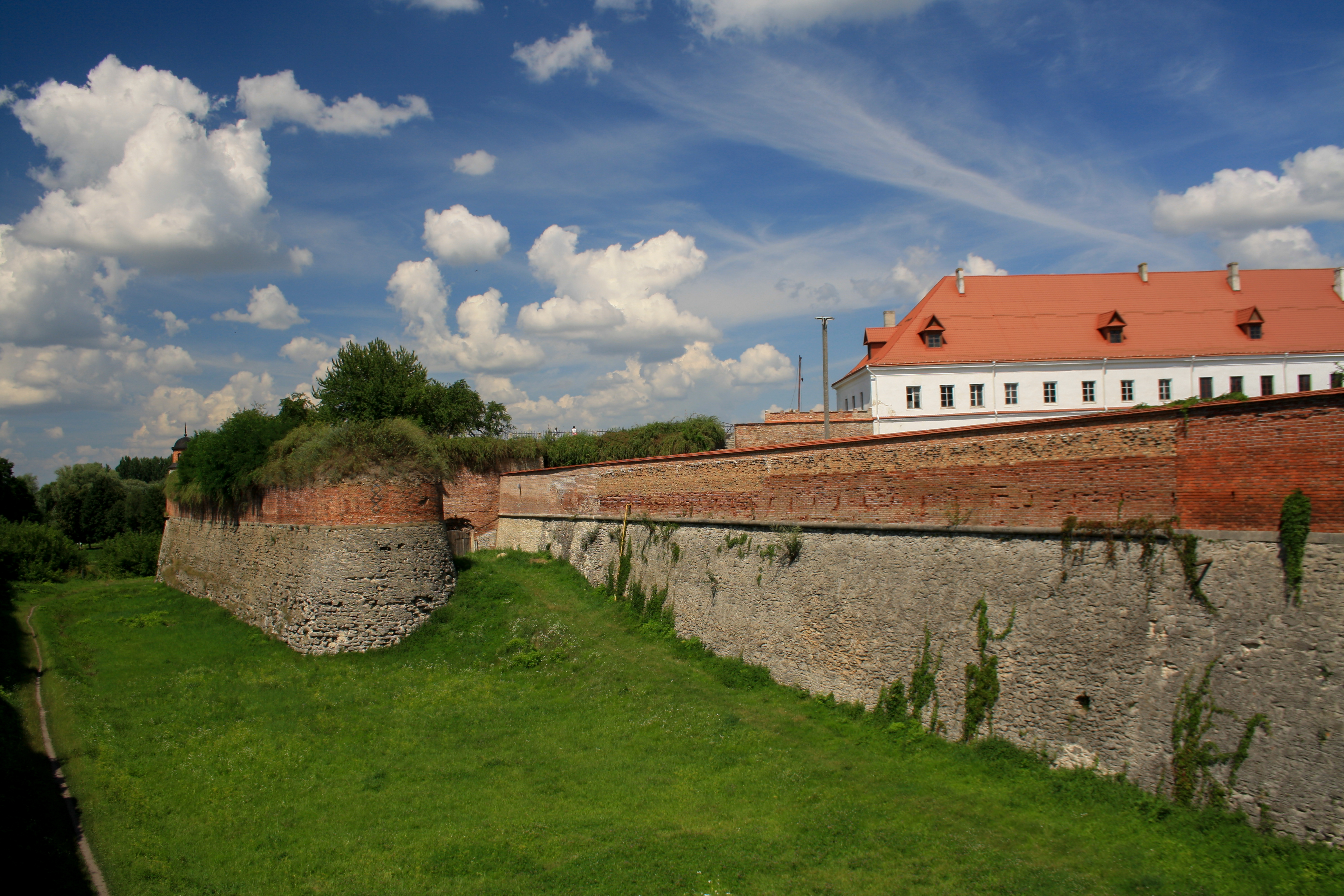
Bastion i fragment kurtyny zamkowej
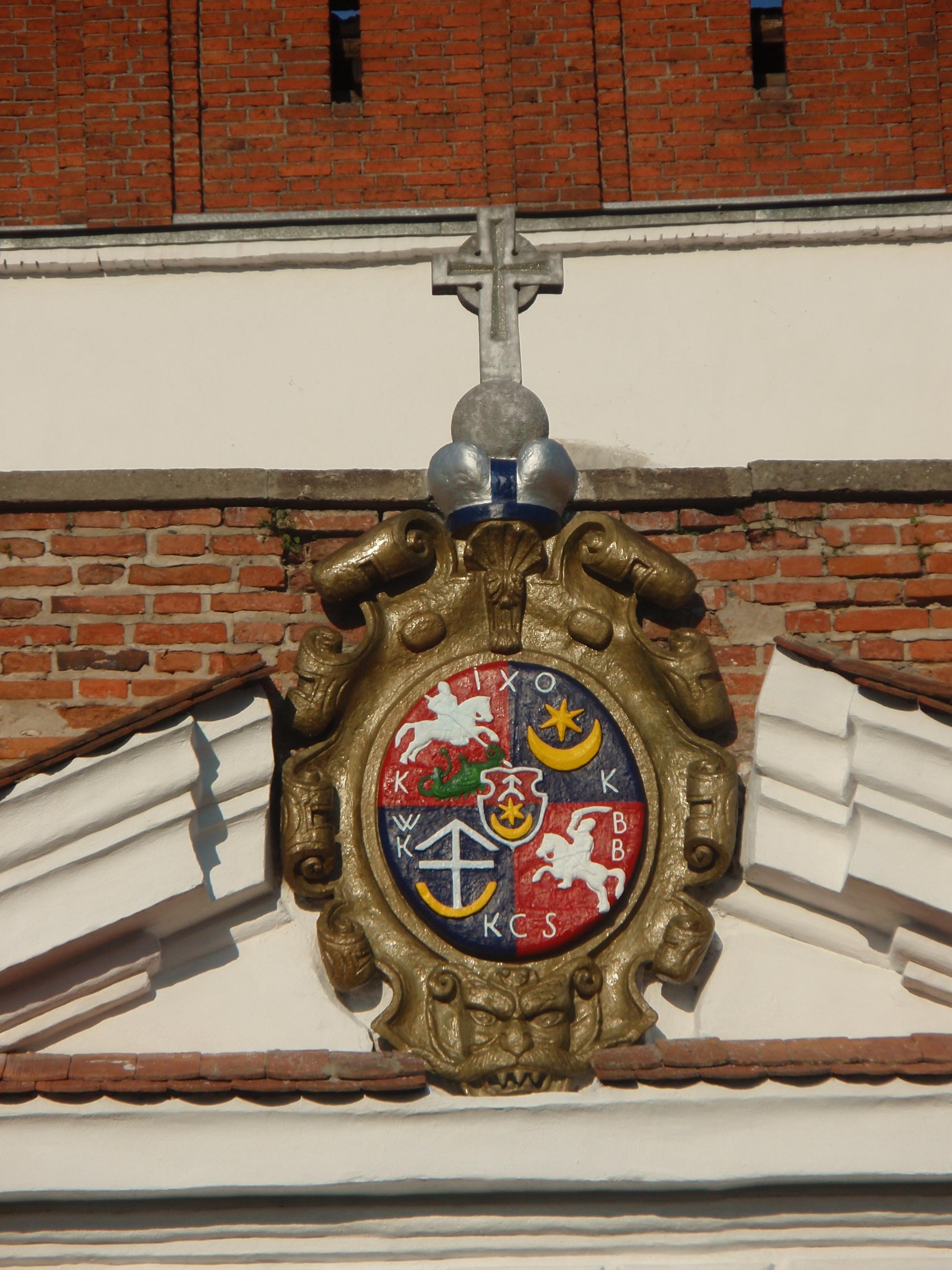
Herb Ostrogskich-Zasławskich nad bramą
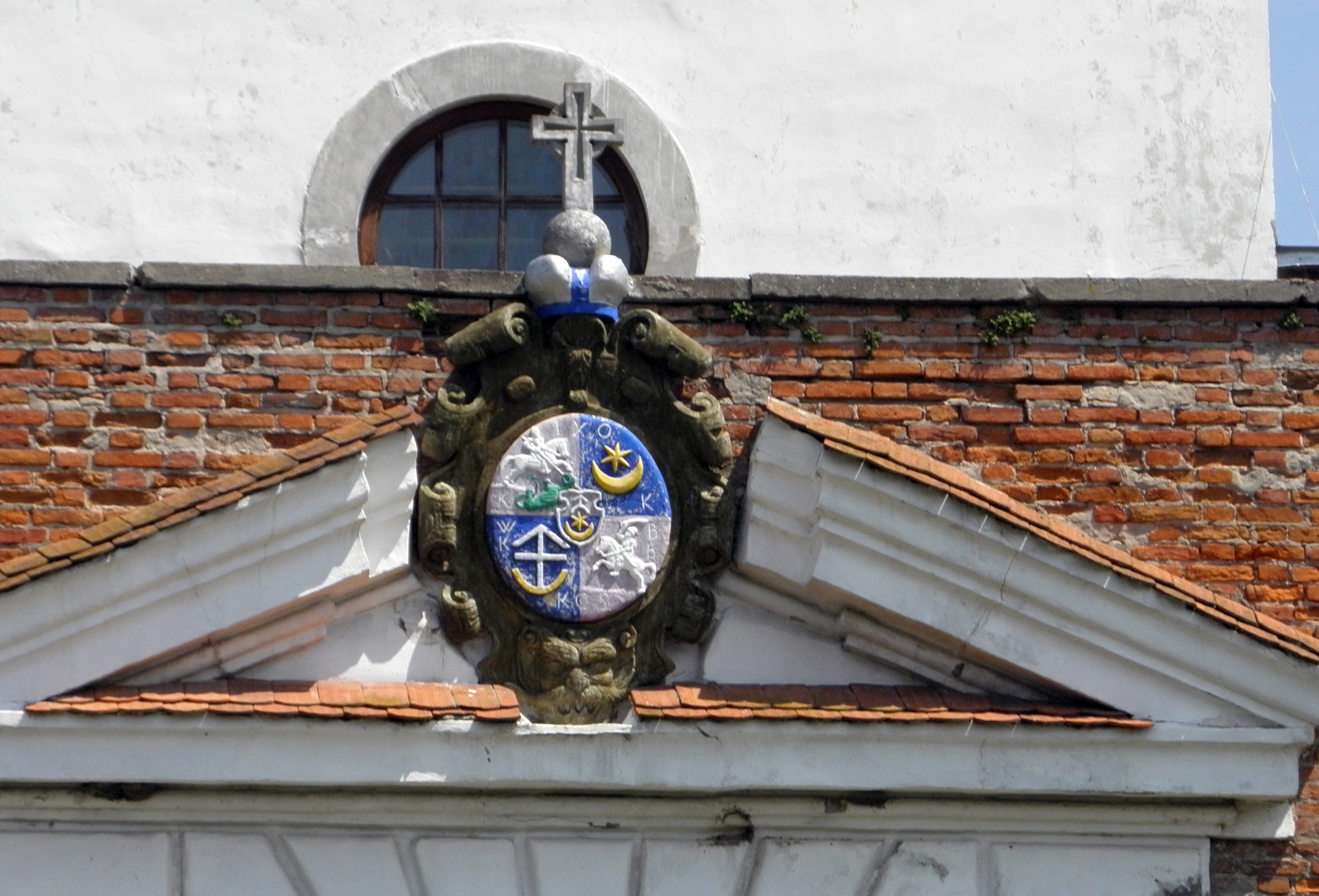
Herb na bramie (dawniej)
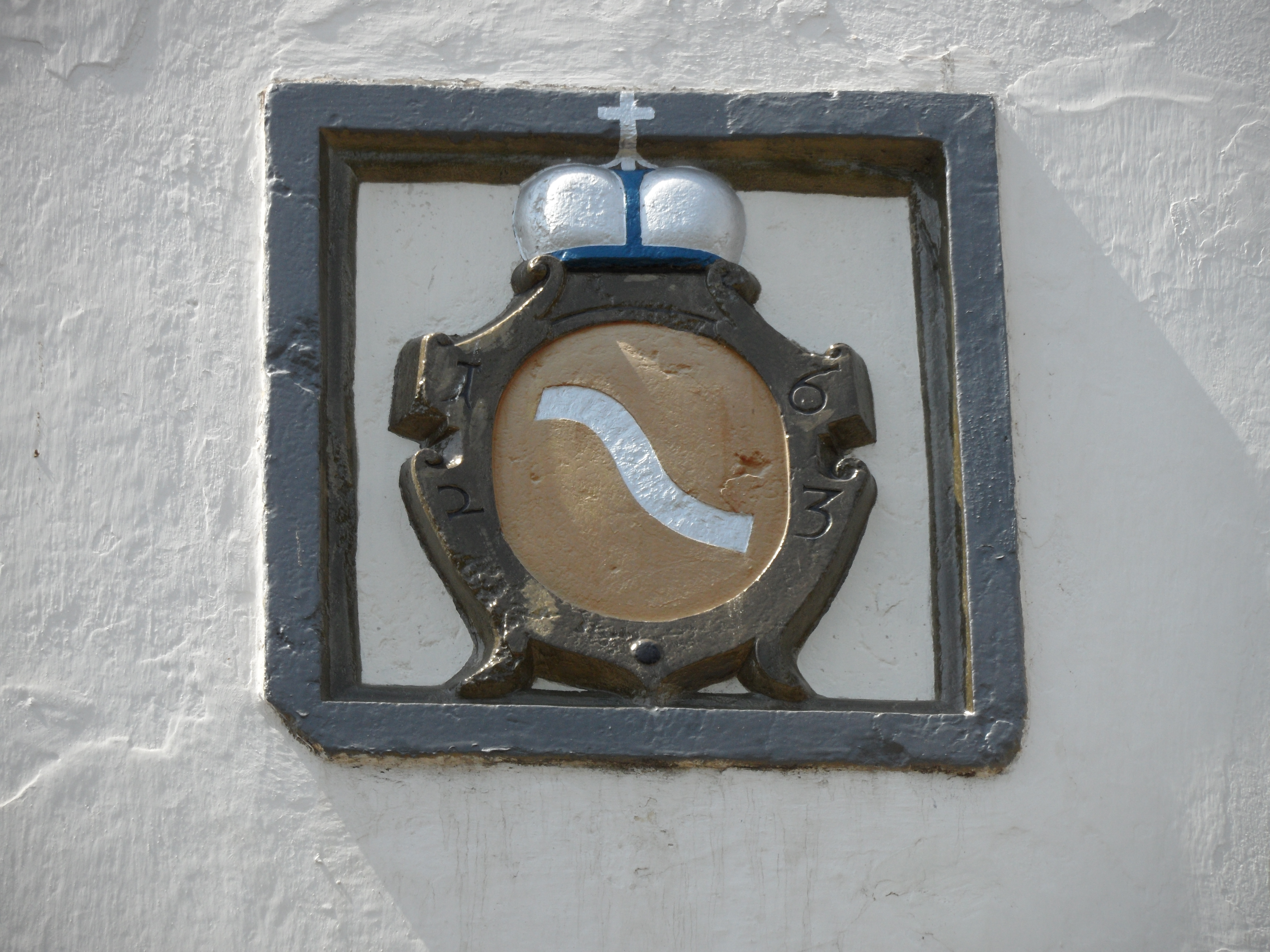
Herb Lubomirskich "Drużyna" (pierwotna wersja herbu "Szreniawa")
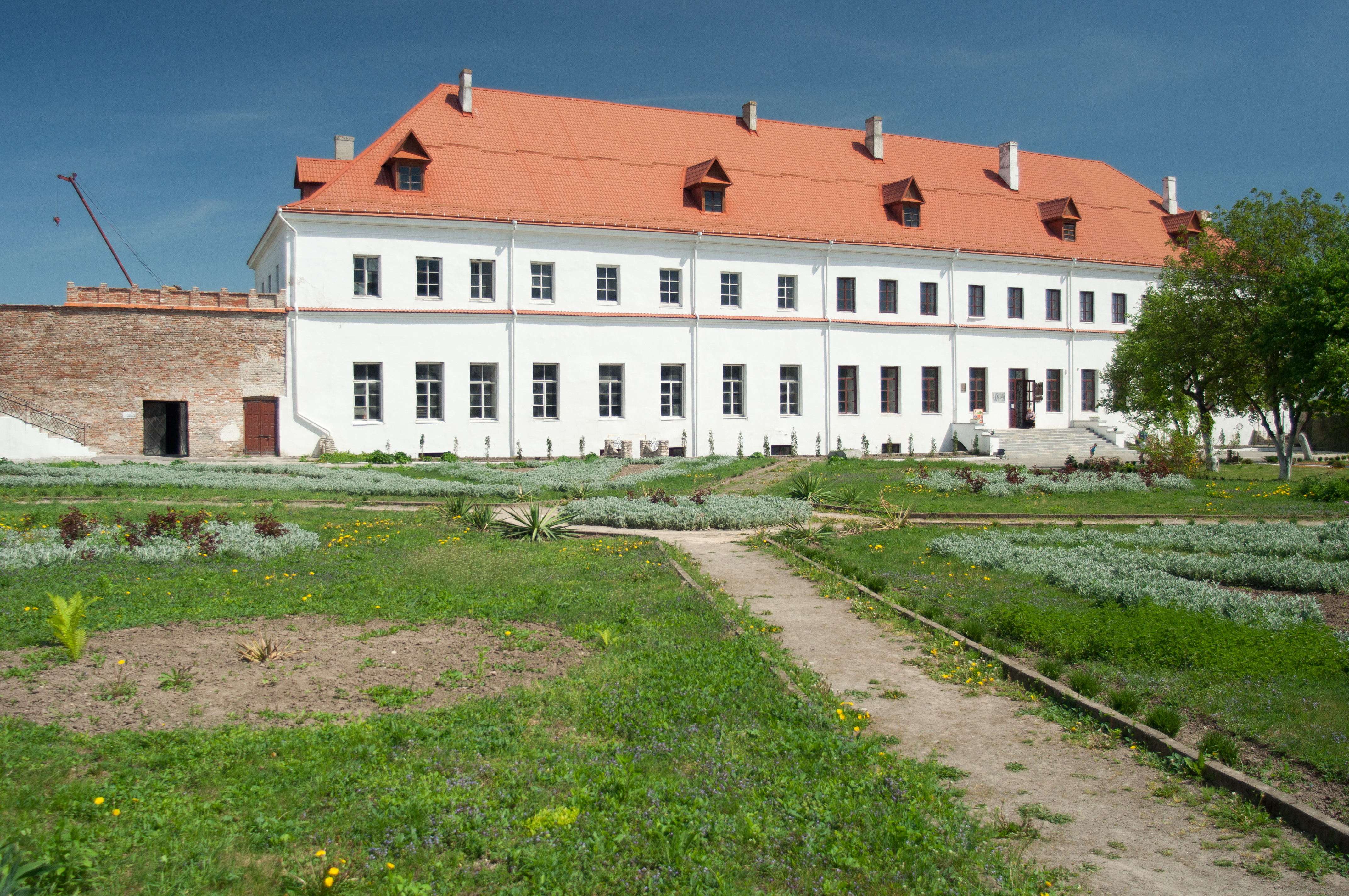
Pałac Lubomirskich
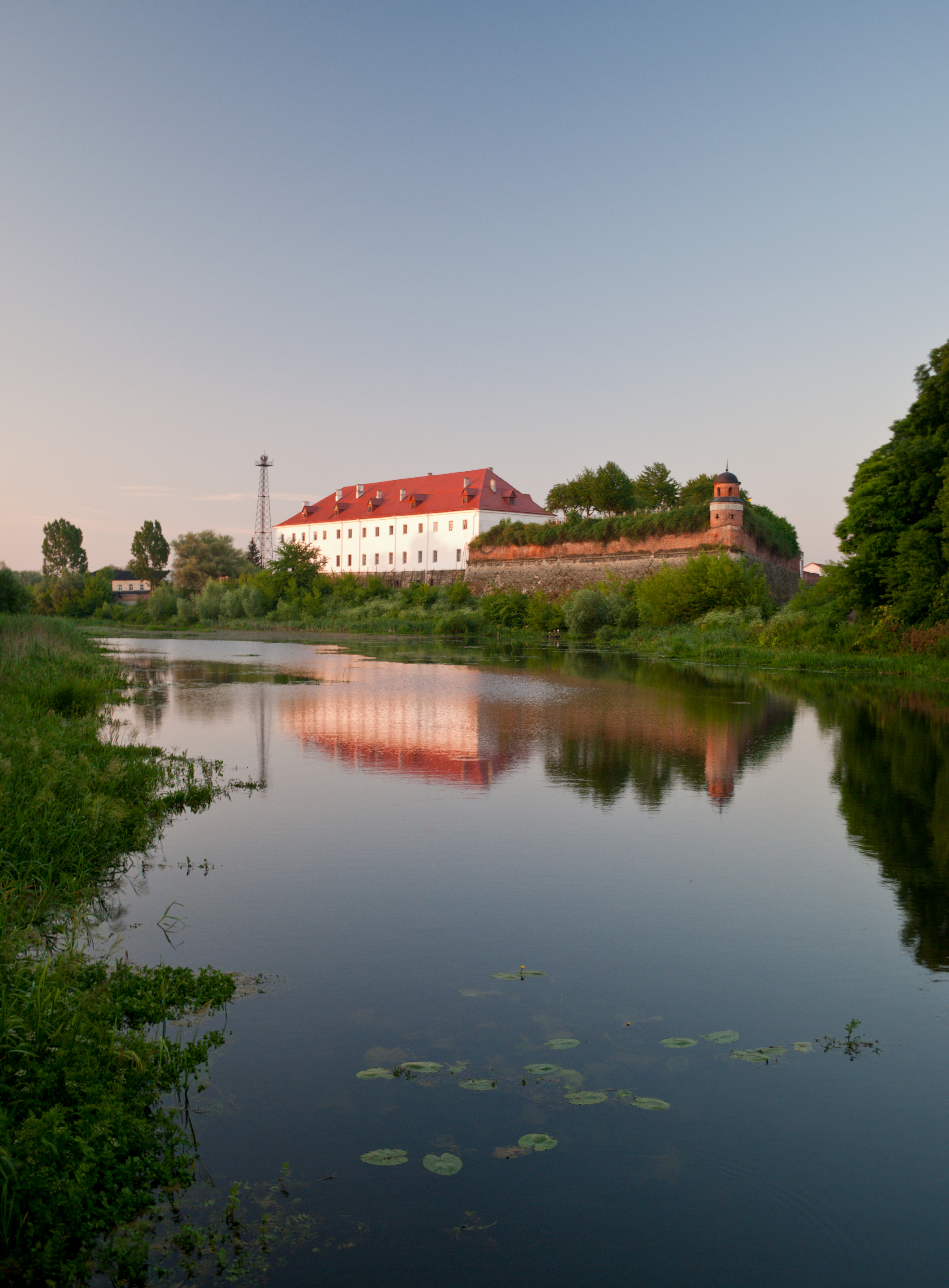
Zamek Ostrogskich i Lubomirskich
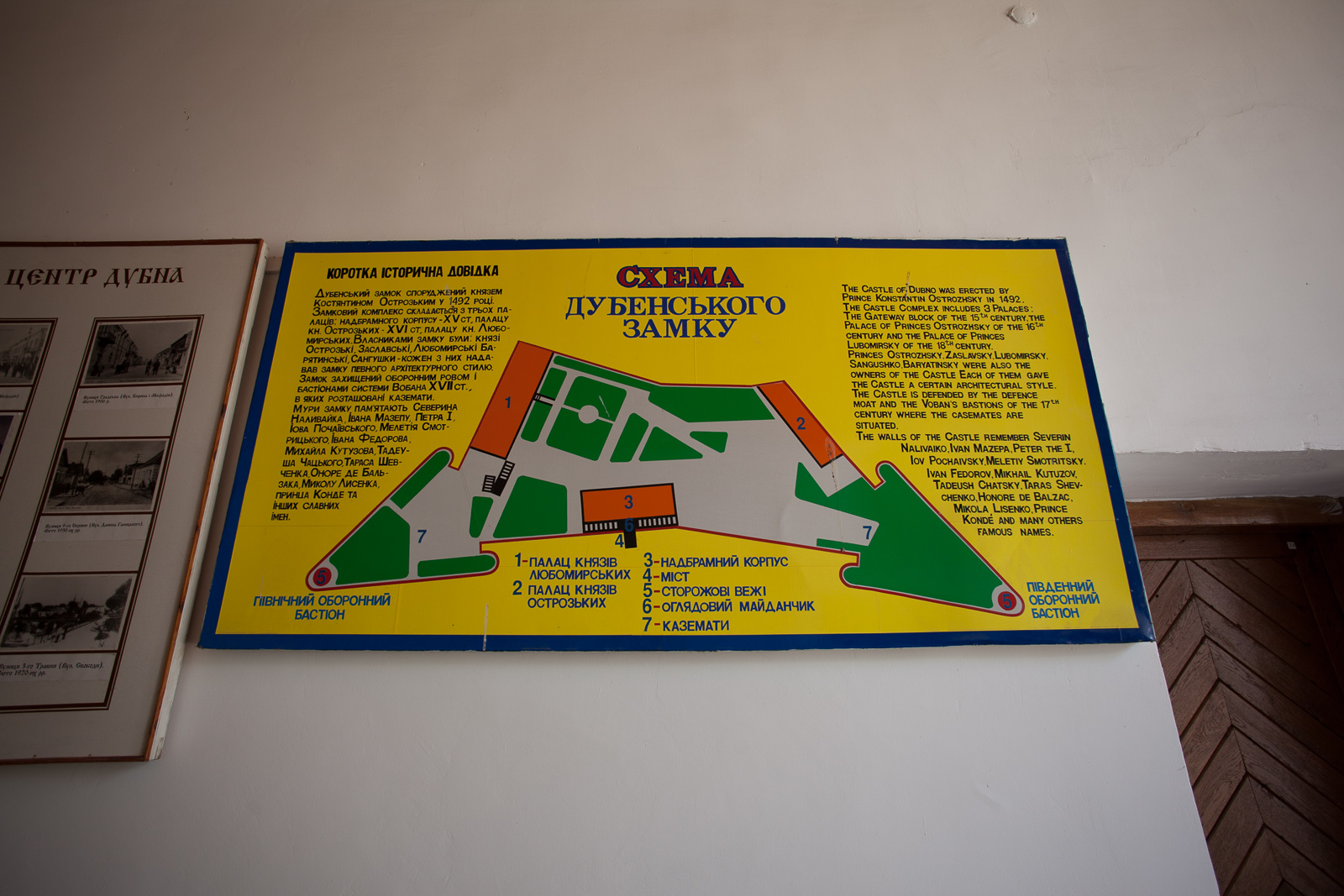
Plan zamku